# Дула Египетский
Дула Египетский (Преподобный Дула Страстотерпец, Египетский; III—VI вв.) — страстотерпец, монах одного из египетских монастырей. Христианский святой, память совершается 15 (28) июня.

## Жизнеописание
Отличаясь кротким и незлобивым нравом, Дула с момента пострига в течение двадцати лет подвергался травле и насмешкам со стороны других монахов.
Однажды его оклеветали, обвинив в краже церковных сосудов и в других преступлениях. Дула сказал, что невиновен, но его не слушали, нашлись лжесвидетели. В конце концов преподобный смирился и сказал: «Простите меня, отцы святые, я грешен». Монахи стали допрашивать Дулу, добиваясь, чтобы открыл им, куда спрятал украденное. На это он ничего не мог ответить, лишь констатировал: «У меня нет пропавших сосудов». После многочисленных пыток и истязаний светский суд приговорил преподобного к отсечению обеих рук. Только после этого настоящий вор под действием угрызений совести признался в содеянном. Дулу отпустили и стали просить у него прощения, но тот в ответ лишь благодарил за предоставленную возможность пострадать безвинно.
Через три дня праведник умер во время коленопреклонённой молитвы в своей келье.